# Dicranoptycha confluens
Dicranoptycha confluens is een tweevleugelige uit de familie steltmuggen (Limoniidae). De soort komt voor in het Afrotropisch gebied.